# Obra completa de Joseph Campbell

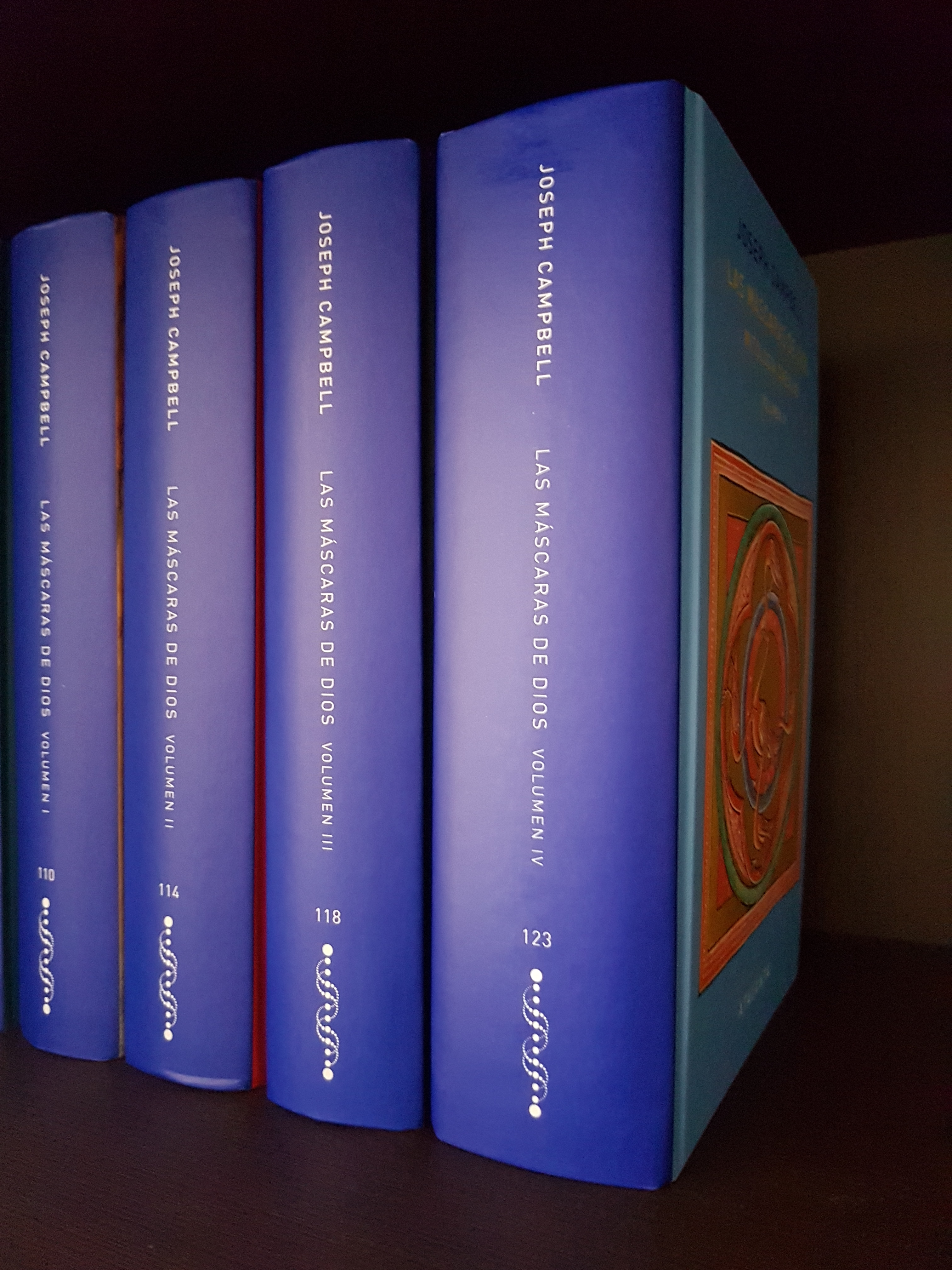
Obra completa de Joseph Campbell en su edición española. En imagen, tetralogía de Las máscaras de Dios.

La obra completa del mitólogo, escritor y profesor estadounidense Joseph Campbell se compone de sus ensayos, entrevistas, grabaciones de audio y video, apariciones en televisión y libros publicados como editor.
Joseph Campbell Foundation lleva a cabo el proyecto de publicar nuevas y fidedignas ediciones de sus escritos vigentes, inéditos o no disponibles (ensayos no recopilados, revistas, entrevistas, conferencias o fragmentos de artículos) conformando de este modo las Collected Works of Joseph Campbell.
Ediciones Atalanta es, junto a la fundación, la responsable de la edición de la Obra completa en español.

## The Collected Works of Joseph Campbell

### Ensayos
- Where the Two Came to Their Father: A Navaho War Ceremonial (1943). Con Jeff King y Maud Oakes, Old Dominion Foundation
- A Skeleton Key to Finnegans Wake (1944)
- The Hero with a Thousand Faces (1949) (El héroe de las mil caras, Ediciones Atalanta, 2020)
- The Masks of God (1959-1968) (Las máscaras de Dios, Ediciones Atalanta, 2017/2018)
  - Primitive Mythology (1959)
  - Oriental Mythology (1962)
  - Occidental Mythology (1964)
  - Creative Mythology (1968)
- The Flight of the Wild Gander: Explorations in the Mythological Dimension (1969). Viking Press (El vuelo del ganso salvaje. Exploraciones en la dimensión mitológica, Editorial Kairós, 2019)
- Myths to Live By (1972). Viking Press (Los mitos. Su impacto en el mundo actual, Editorial Kairós, 2014)
- Erotic irony and mythic forms in the art of Thomas Mann (1973; monografía, más tarde incluida en The Mythic Dimension)
- The Mythic Image[3] (1974). Princeton University Press (Imagen del mito, Ediciones Atalanta, 2012)
- Historical Atlas of World Mythology (1983)
- The Inner Reaches of Outer Space: Metaphor As Myth and As Religion (1986). Alfred van der Marck Editions (Las extensiones interiores del espacio exterior. La metáfora como mito y como religión, Ediciones Atalanta, 2013)
- Transformations of Myth Through Time (1990). Harper and Row (Los mitos en el tiempo, Emecé Editores, 2002)
- A Joseph Campbell Companion: Reflections on the Art of Living (1991). Editor Robert Walter, de material de Diane K. Osbon (Reflexiones sobre la vida, Emecé Editores, 1995)
- Mythic Worlds, Modern Words: On the Art of James Joyce[4] (1993). Editor Edmund L. Epstein
- The Mythic Dimension: Selected Essays (1959–1987)[5] (1993). Editor Anthony Van Couvering (La dimensión mítica. Ensayos selectos 1959-1987, Editorial El hilo de Ariadna, 2018)
- Baksheesh & Brahman: Indian Journals (1954–1955)[6] (1995). Editores Robin/Stephen Larsen & Anthony Van Couvering
- Thou Art That: Transforming Religious Metaphor (2001). Editor Eugene Kennedy, New World Library, ISBN 1-57731-202-3. Primer volumen de las Collected Works of Joseph Campbell (Tú eres eso. Las metáforas religiosas y su interpretación, Ediciones Atalanta, 2019)
- The Inner Reaches of Outer Space[7] (2002)
- Sake & Satori: Asian Journals — Japan[8] (2002). Editor David Kudler
- Myths of Light: Eastern Metaphors of the Eternal[9] (2003). Editor David Kudler (Mitos de la luz. Metáforas orientales de lo eterno, Editorial Marea, 2019)
- Pathways to Bliss: Mythology and Personal Transformation[10] (2004). Editor David Kudler (En busca de la felicidad. Mitología y transformación personal, Editorial Kairós, 2014)
- Mythic Imagination: Collected Short Fiction of Joseph Campbell[11] (2012).
- Goddesses: Mysteries of the Feminine Divine[12] (2013). Editora Safron Rossi (Diosas. Misterio de lo divino femenino, Ediciones Atalanta, 2015)
- Romance of the Grail: The Magic and Mystery of Arthurian Myth[13] (2015). Editor Evans Lansing Smith (La historia del Grial. Magia y misterio del mito artúrico, Ediciones Atalanta, 2019)
- The Ecstasy of Being: Mythology and Dance[14] (2017). Editor Nancy Allison
- Correspondence 1927–1987[15] (2019, 2020). Editores Dennis Patrick Slattery y Evans Lansing Smith

### Entrevistas
- The Power of Myth (1988). Con Bill Moyers y la editora Betty Sue Flowers, Doubleday, cartoné: ISBN 0-385-24773-7 (El poder del mito. Entrevista con Bill Moyers, Editorial Capitán Swing, 2016)
- An Open Life: Joseph Campbell in Conversation with Michael Toms (1989). Editores John Maher y Dennie Briggs, promovido por Jean Erdman Campbell. Larson Publications, Harper Perennial 1990 rústica: ISBN 0-06-097295-5
- This business of the gods: Interview with Fraser Boa (1989)
- The Hero's Journey: Joseph Campbell on His Life and Work (1990). Editor Phil Cousineau. Harper & Row 1991 rústica: ISBN 0-06-250171-2. Element Books 1999 cartoné: ISBN 1-86204-598-4. Edición del centenario de New World Library con introducción de Phil Cousineau, promovido por el editor ejecutivo Stuart L. Brown: ISBN 1-57731-404-2
- Myth and Meaning: Conversations on Mythology and Life[16] (2023). Cartoné, New World Library, ISBN 978-1-60868-851-7 (Mito y sentido, Ediciones Atalanta, 2024)

### Grabaciones de audio
- Mythology and the Individual
- The Power of Myth (con Bill Moyers)  (1987)
- Transformation of Myth through Time Volúmenes 1–3 (1989)
- The Hero with a Thousand Faces: The Cosmogonic Cycle (leído por Ralph Blum) (1990)
- The Way of Art (1990—sin licencia)
- The Lost Teachings of Joseph Campbell Volúmenes 1–9 (con Michael Toms) (1993)
- On the Wings of Art: Joseph Campbell; Joseph Campbell on the Art of James Joyce  (1995)
- The Wisdom of Joseph Campbell (con Michael Toms)  (1997)
- The Collected Lectures of Joseph Campbell:
  - Series I – conferencias hasta 1970
    - Volume 1: Mythology and the Individual
    - Volume 2: Inward Journey: East and West
    - Volume 3: The Eastern Way
    - Volume 4: Man and Myth
    - Volume 5: Myths and Masks of God
    - Volume 6: The Western Quest

  - Series II – conferencias de 1970 a 1978
    - Volume 1: A Brief History of World Mythology
    - Volume 2: Mythological Perspectives
    - Volume 3: Christian Symbols and Ideas
    - Volume 4: Psychology and Asia Philosophies
    - Volume 5: Your Myth Today
    - Volume 6: Mythic Ideas and Modern Culture

  - Series III – conferencias de 1983 a 1986
    - Volume 1: The Mythic Novels of James Joyce
- Myth and Metaphor in Society  (con Jamake Highwater) (abreviado)(2002)

### Grabaciones de video
- The Hero's Journey: A Biographical Portrait: esta película, realizada poco antes de su muerte en 1987, sigue la búsqueda personal de Campbell; un viaje sin camino de cuestionamiento, descubrimiento y, en última instancia, de placer y alegría en una vida a la cual dijo "Sí"
- Sukhavati: A Mythic Journey: esta hipnótica y fascinante película es un retrato profundamente personal, casi espiritual, de Campbell
- Mythos: esta serie se compone de las conversaciones que Campbell creyó que resumían sus puntos de vista sobre "la gran historia de la humanidad"
- Psyche & Symbol (telecurso en 12 partes, Bay Area Open College, 1976)[17]
- Transformations of Myth Through Time (1989)
- Joseph Campbell and the Power of Myth (1988)
- Myth and Metaphor in Society (con Jamake Highwater) (1993)

### Apariciones en televisión
- Bill Moyers Journal: Joseph Campbell - Myths to Live By (Parte uno), 17 de abril de 1981[18]
- Bill Moyers Journal: Joseph Campbell - Myths to Live By (Parte dos), 24 de abril de 1981[19]

### Obras editadas por Campbell
- Gupta, Mahendranath. The Gospel of Sri Ramakrishna (1942) (traducción del bengalí por Swami Nikhilananda; Joseph Campbell y Margaret Woodrow Wilson, asistentes de traducción—véase prefacio; prefacio de Aldous Huxley)
- Myths and Symbols in Indian Art and Civilization. Heinrich Zimmer  (1946)
- The King and the Corpse: Tales of the Soul's Conquest of Evil. Heinrich Zimmer  (1948)
- Philosophies of India. Heinrich Zimmer (1951)
- The Portable Arabian Nights (1951)
- The Art of Indian Asia. Heinrich Zimmer  (1955)
- Man and Time: Papers from the Eranos Yearbooks. Varios autores (1954–1969)
- Man and Transformation: Papers from the Eranos Yearbooks. Varios autores (1954–1969)
- The Mysteries: Papers from the Eranos Yearbooks. Varios autores (1954–1969)
- The Mystic Vision: Papers from the Eranos Yearbooks. Varios autores (1954–1969)
- Spirit and Nature: Papers from the Eranos Yearbooks. Varios autores (1954–1969)
- Spiritual Disciplines: Papers from the Eranos Yearbooks. Varios autores (1954–1969)
- Myths, Dreams, Religion. Varios autores (1970) (Mitos, sueños y religión, Editorial Kairós, 2006)
- The Portable Jung. Carl Gustav Jung (1971)

## Edición en castellano
La Obra completa de Joseph Campbell en español comenzó en 2012 gracias a Ediciones Atalanta en colaboración con la Joseph Campbell Foundation. A día de hoy han sido publicados los siguientes volúmenes:
- Mito y sentido. Prólogo Stephen Gerringer, traducción Sebastián Burch, cartoné, 376 páginas, colección Memoria mundi 164. Vilaür: Ediciones Atalanta. 2024. ISBN 978-84-128423-1-9.
- El éxtasis del ser. Mitología y danza. Edición y prólogo Nancy Allison, traducción Fernando Borrajo, cartoné, 280 páginas, colección Memoria mundi. Vilaür: Ediciones Atalanta. 2022. ISBN 978-84-124315-0-6.
- El héroe de las mil caras (Octava edición). Traducción Carlos Jiménez Arribas, cartoné, 576 páginas, colección Memoria mundi. Vilaür: Ediciones Atalanta. 2020. ISBN 978-84-122130-0-3.
- Tú eres eso. Las metáforas religiosas y su interpretación (Tercera edición). Introducción y edición Eugene Kennedy, traducción César Aira, cartoné, 208 páginas, colección Memoria mundi. Vilaür: Ediciones Atalanta. 2019, 2024. ISBN 978-84-949054-7-6.
- La historia del Grial. Magia y misterio del mito artúrico (Segunda edición). Traducción Francisco López Martín, cartoné, 352 páginas, colección Imaginatio vera. Vilaür: Ediciones Atalanta. 2019. ISBN 978-84-949054-4-5.
- Las máscaras de Dios. Obra completa en cuatro volúmenes. Cartoné, colección Memoria mundi. Vilaür: Ediciones Atalanta. 2017/2018. ISBN 978-84-947297-7-5.

1. Volumen I: Mitología primitiva. Traducción Isabel Cardona, 704 páginas (Quinta edición). 2017. ISBN 978-84-946136-3-0.
2. Volumen II: Mitología oriental. Traducción Belén Urrutia, 752 páginas (Tercera edición). 2017. ISBN 978-84-946136-9-2.
3. Volumen III: Mitología occidental. Traducción Isabel Cardona, 744 páginas (Tercera edición). 2018. ISBN 978-84-947297-4-4.
4. Volumen IV: Mitología creativa. Traducción Belén Urrutia, 988 páginas (Tercera edición). 2018. ISBN 978-84-947297-9-9.

- Diosas. Misterio de lo divino femenino (Quinta edición). Traducción Cristina Serna Alonso, cartoné, 432 páginas, colección Imaginatio vera. Vilaür: Ediciones Atalanta. 2015, 2025. ISBN 978-84-943770-4-4.
- Las extensiones interiores del espacio exterior (Tercera edición). Traducción Roberto R. Bravo, cartoné, 228 páginas, colección Imaginatio vera. Vilaür: Ediciones Atalanta. 2013. ISBN 978-84-940941-2-5.
- Imagen del mito (Tercera edición). Traducción Roberto R. Bravo, prólogo Leandro Pringel, cartoné, 624 páginas, colección Imaginatio vera. Vilaür: Ediciones Atalanta. 2012. ISBN 978-84-939635-5-2.

Otras ediciones
- El vuelo del ganso salvaje. Exploraciones en la dimensión mitológica. Barcelona: Editorial Kairós. 2019. ISBN 978-84-9988-678-7.
- Mitos de la luz. Metáforas orientales de lo eterno. Buenos Aires: Editorial Marea. 2019. ISBN 978-987-3783-49-4.
- La dimensión mítica. Ensayos selectos 1959-1987. Traducción Elena Marengo. Editorial El hilo de Ariadna. 2018. ISBN 978-987-3761-37-9.
- El poder del mito. Entrevista con Bill Moyers. Traducción César Aira. Rústica. 300 páginas, Colección Ensayo. Madrid: Editorial Capitán Swing. 2016. ISBN 978-84-944445-9-3.
- En busca de la felicidad. Mitología y transformación personal. Barcelona: Editorial Kairós. 2014. ISBN 978-84-9988-404-2.
- Los mitos. Su impacto en el mundo actual. Barcelona: Editorial Kairós. 2014. ISBN 978-84-9988-402-8.
- Los mitos en el tiempo. Barcelona: Emecé Editores. 2002. ISBN 978-84-95908-12-4.
- Reflexiones sobre la vida. Barcelona: Emecé Editores. 1995. ISBN 978-950-04-1321-3.